# Vigoleno
Vigoleno è una frazione del comune di Vernasca, in provincia di Piacenza, in cui sorge l'omonimo castello. 
Collocato sul crinale tra la valle dell'Ongina e quella dello Stirone su un rilievo di non elevata altezza (350 m s.l.m.), gode di un ampio panorama sulle vallate e colline circostanti.

## Storia
Il borgo nasce intorno al Castello di Vigoleno che venne edificato probabilmente nel X secolo, forse su strutture difensive di epoca romana ma la prima data documentata è il 1141, quando era avamposto sulla strada per Parma del comune di Piacenza. Il borgo passò per molte mani ma fu principalmente della famiglia Scotti Douglas.
Nel corso del Duecento Vigoleno divenne il caposaldo dei vasti possedimenti tra val d’Arda, bergamasco e tortonese controllati dagli Scotti Douglas, ricchissima famiglia piacentina di mercanti con origini scozzesi, attivi nella fazione guelfa cittadina.
Fortificato da Alberto Scotti Douglas, all’inizio del Trecento il castello di Vigoleno fu più volte attaccato e distrutto dai ghibellini di Piacenza, che lo ricostruirono tenendolo fino alla seconda metà del secolo.
Nel 1373 la fortificazione venne presa e quasi completamente smantellata dai Visconti, che venuti a patti con gli Scotti e con altri signori ribelli stavano allora consolidando la loro egemonia sul Piacentino e sull’Emilia occidentale.
Nel 1385 i signori di Milano ridiedero il castello a Francesco II Scotti Douglas, concedendogli quattro anni dopo licenza di ricostruirlo e conferendogli nel 1404 la contea di Vigoleno e Agazzano con il titolo di Conte di Vigoleno (1404). Nel 1414 la contea venne confermata dall’imperatore ad Alberto II insieme ai diritti su Castell’Arquato e Fiorenzuola, con la concessione di aggiungere l’appellativo Douglas al cognome in riferimento a una leggendaria ascendenza scozzese del casato  . Da Filippo Maria Visconti venne nel 1441 la contea di Carpaneto con Sarmato, Chero, Fontanafredda e Vicomarino. Risale a questa epoca l’impianto a pianta quadrangolare irregolare del borgo murato e del castello. Passato nel 1441 ai fratelli Piccinino, condottieri viscontei, nel 1449 Vigoleno venne restituito agli Scotti Douglas dal nuovo duca di Milano, Francesco Sforza.
Con i figli di Alberto Scotti il casato di divise nei due rami di Sarmato e di Vigoleno Agazzano. Sotto il ducato farnesiano quest’ultimo ottenne nel 1622 il marchesato, oltre a riconoscimenti e incarichi di prestigio anche presso Corti straniere.
Esaurita la sua funzione difensiva, il castello di Vigoleno venne trasformato nel Settecento in residenza signorile, divenendo un importante centro della vita letteraria e culturale del ducato. L’abolizione napoleonica dei feudi lasciò la proprietà del castello agli Scotti, che lo conservarono fino al 1908, quando lo vendettero a privati

## Monumenti e luoghi d'interesse

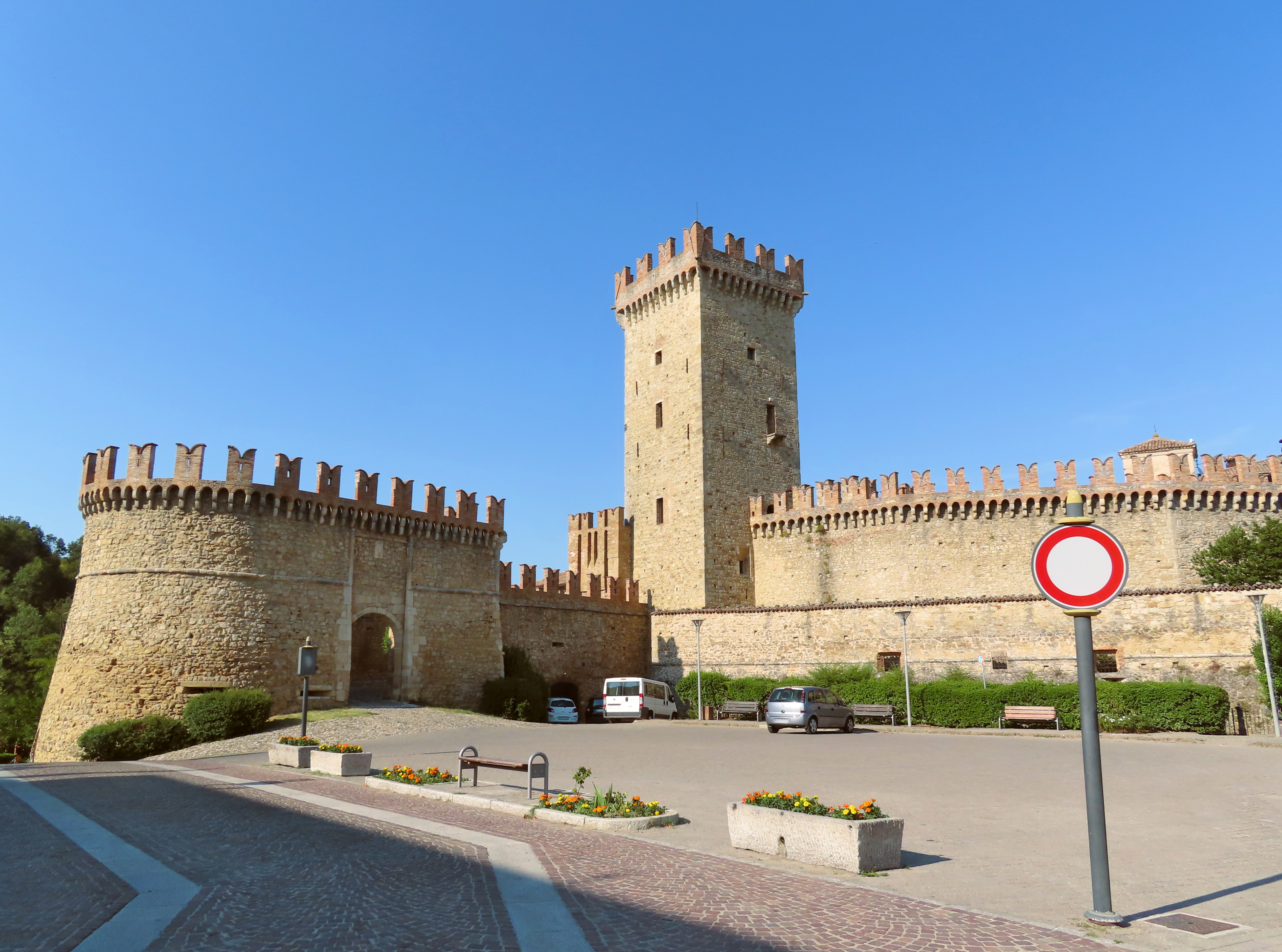
Mura e rivellino di accesso al borgo

- Castello di Vigoleno, del X secolo
- Borgo fortificato, che ospita la sede del Museo gli Orsanti.[3]

### Pieve di San Giorgio

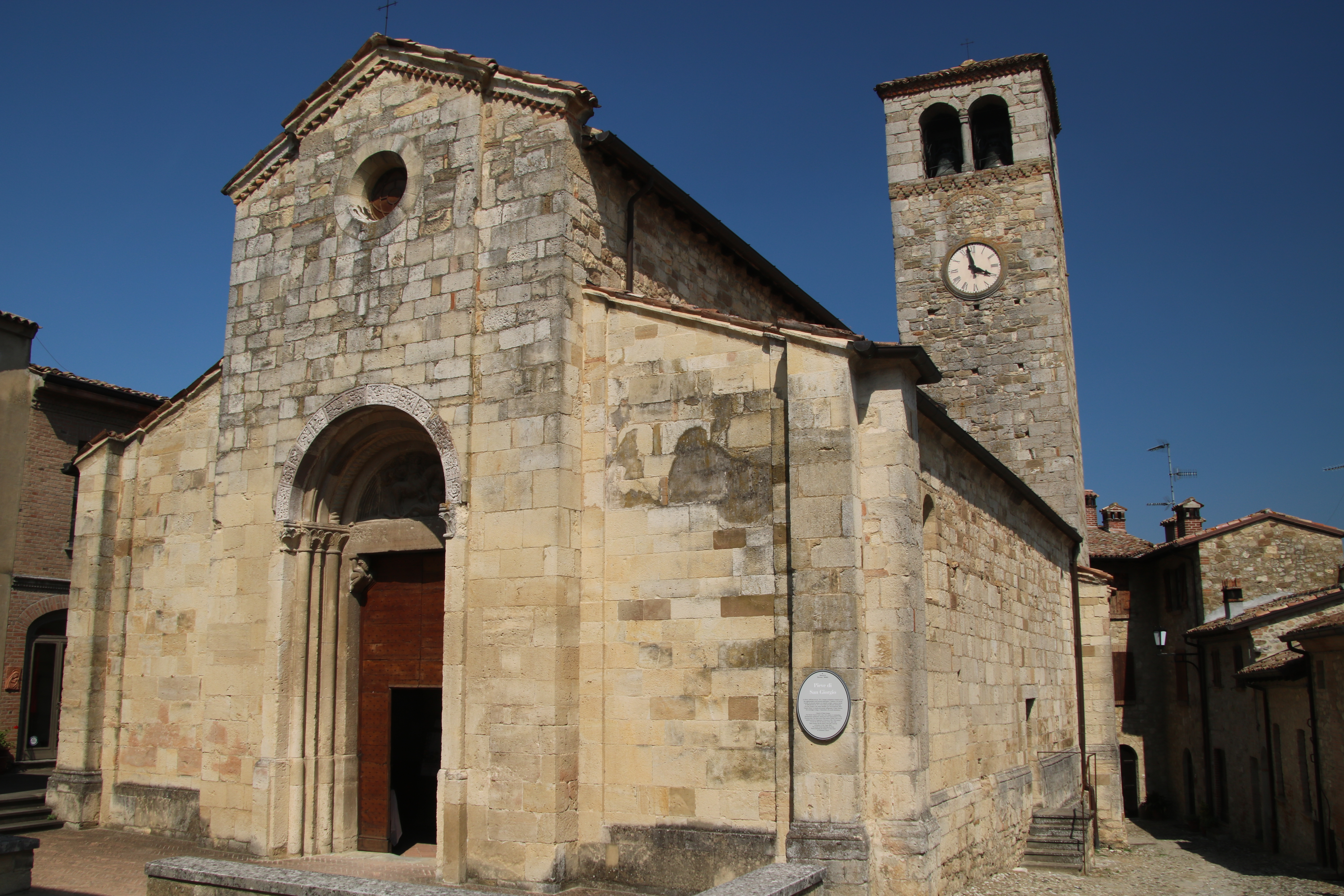
Pieve di San Giorgio

Chiesa romanica del XII secolo ha tre navate divise da quattro coppie di possenti pilastri rotondi con capitelli scolpiti con figure. Ha subito rimaneggiamenti rinascimentali e barocchi, ma grazie al restauro del 1963, si presenta oggi con il suo aspetto originale, austero ed imponente. La facciata è impreziosita da un portale scolpito con colonnine dai capitelli fogliati e nella lunetta una scultura raffigurante San Giorgio. Poche le tracce di affresco, San Giorgio nell'abside del XV secolo e San Benedetto su un pilastro, datato 19 luglio 1427. Il campanile di pianta quadrangolare è sormontato da bifore.

### Oratorio di Santa Maria

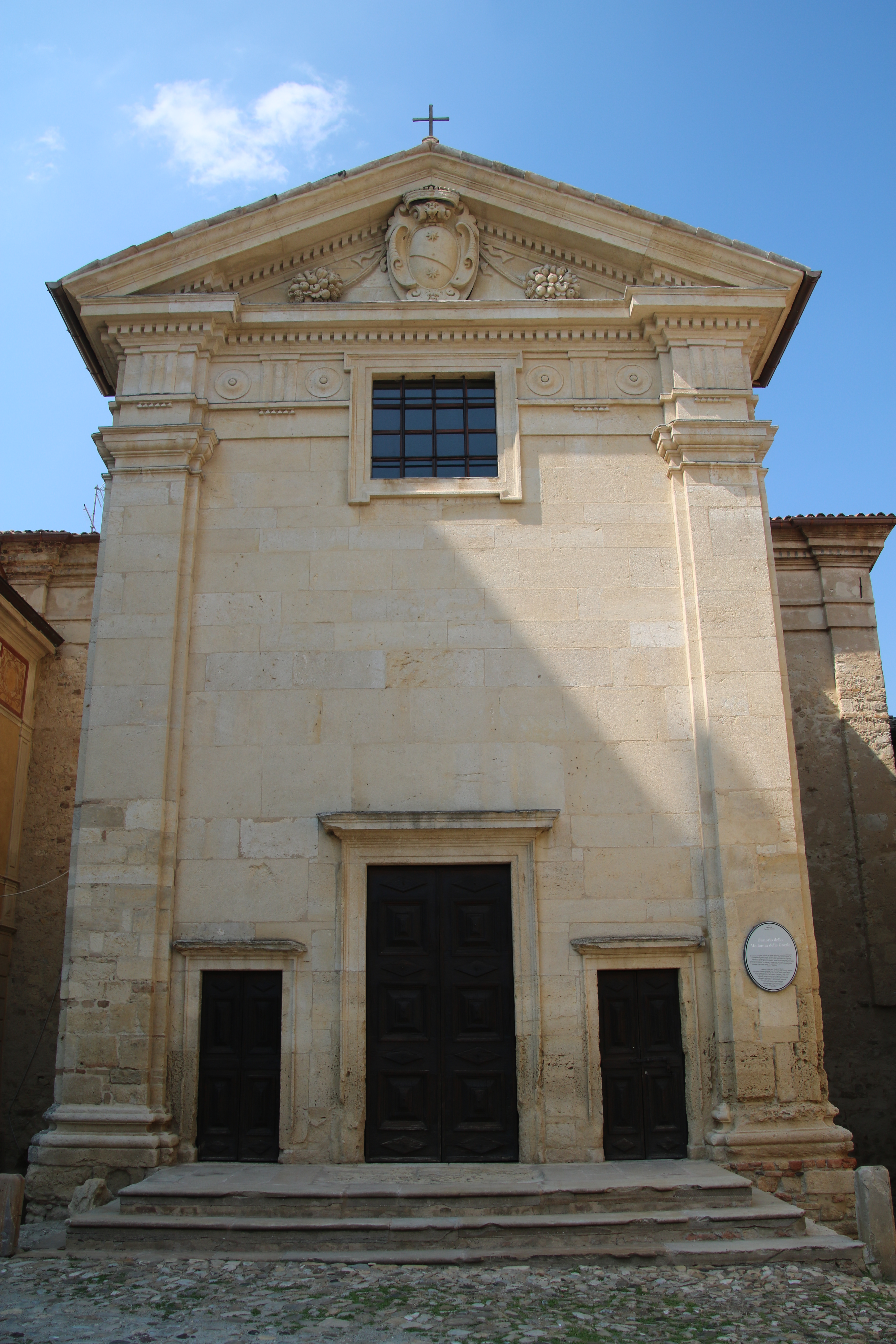
Oratorio della Madonna delle Grazie

L’edificio risale all’epoca tardo-rinascimentale e si affaccia sulla piazza centrale del paese. Dedicato alla Beata Vergine delle Grazie, di recente è stato protagonista di un accurato lavoro di restauro che ha restituito questo luogo storico di culto e di bellezzai.
All’esterno, sul lato destro, conserva un altorilievo in arenaria probabilmente cinquecentesco raffigurante San Rocco.
La facciata è sormontata da un timpano che racchiude lo stemma degli Scotti Douglas, che furono infeudati conti di Vigoleno nel 1404. L’Oratorio era in origine la cappella privata della famiglia Scotti Douglas.
Entrando nella grande aula che costituisce l’oratorio si può notare un dipinto raffigurante la Madonna che allatta il Bambino nella parete absidale. I due altari laterali seicenteschi, invece, sono rispettivamente dedicati alle Madonna del Rosario e a San Francesco d’Assisi.

## Società

### Tradizioni e folclore
A Vigoleno è ancora viva la tradizione della questua del cantamaggio, il 30 di aprile il gruppo dei canterini porta l'augurio del maggio per le case del borgo, ricevendone in cambio uova o altri doni che vengono calati con la cavagna appesa ad uno spago dalle finestre negli stretti vicoli.
Ogni giugno da diversi anni si tiene la suggestiva Notte dei briganti, una camminata di 8 km con migliaia di partecipanti, con partenza dal borgo al tramonto con arrivo attraverso colline, boschi e centri abitati nel paese di Vernasca a notte fonda.
Dà il nome ad un vino il Colli Piacentini Vin Santo di Vigoleno.
Nel castello di Vigoleno si trova un piccolo museo dedicato agli orsanti.

## Economia

### Turismo
Vigoleno fa parte dell'associazione I borghi più belli d'Italia e ha ricevuto la Bandiera Arancione, il certificato di qualità turistico-ambientale del Touring Club Italiano.